# Шильдик

Предупреждающая табличка по DIN 4844-2: «Опасность поражения электрическим током»

Ши́льдик (просторечн. от нем. Schild — щит, щиток, ярлык, значок, табличка) — информационная табличка, на которой размещены надписи и обозначения, относящиеся к маркируемому изделию. Жаргонное слово, сменившее более ранний термин — шильда. В «Словаре русского языка» С. И. Ожегова от 1984 года слов «шильд», «шильдик» и «шильда» нет. Современные[когда?] российские стандарты не допускают использование термина шильдик в технической документации; допустимые термины — «табличка устройства», «паспортная табличка». Более современное название по словарю Довлатова: «Шильдо». Отдельные виды табличек жёстко регулируются национальными стандартами.

## Применение
Шильдики применяются для этикетирования товаров фирменного изготовления, в том числе одежды, обуви, компьютеров, бытовой и видео-/аудиотехники, эксклюзивной косметики, автомобилей, железнодорожного транспорта, станков, промышленного оборудования, инструмента, предметов интерьера в офисах и прочих общественных местах. На шильдик в основном наносят краткие сведения — наименование, марка, тип продукции, серийный номер, дата изготовления, название или логотип завода-изготовителя и его контактные данные. На шильдик также могут наносить дополнительные сведения: название страны, в которой было произведено изделие, краткие технические характеристики, номер нормативно-технического документа и т д.
Широко распространено использование шильдов в рекламных целях, в качестве сувенирных изделий.
Шильдики бывают твёрдые и гибкие; постоянные, съёмные, переносные — в том числе самоклеящиеся с возможностью переклеивания и магнитные. В отличие от простой надписи, шильдик имеет объём, а по сравнению с бумажной этикеткой или наклейкой он обладает большей стойкостью и прочностью.

## Материалы и изготовление шильдиков
Для изготовления шильды может использоваться любой материал, но если предполагается, что шильдик будет подвергаться воздействию влаги, тепла или холода, возможно, химических веществ, а также механическим повреждениям, то он должен обладать повышенной прочностью и устойчивостью графики, для чего иногда используют технологию металлографика. Шильдики чаще всего производят из металлов или различных полимерных материалов. Широко используются плёночные материалы (полипропиленовая, полистирольная, полиэстеровая и поливинилхлоридная плёнки). В некоторых случаях используют пластик или ситалл. Иногда для особого украшения и придания шильдику неповторимого вида в полимер добавляют разные добавки, примеси или особые наполнители.
Многослойный самоклеящийся шильдик (объёмная этикетка) представляет собой отпечатанную каким-либо способом основу, которая вырезается или высекается по контуру лазером, на плоттере или тигельном прессе, а затем заливается для придания объёма и повышения прочности эпоксидной или полиуретановой смолой.
В качестве основы для магнитных шильд используется магнитная резина («магнитный винил»), на которую наклеивают изображение, а сверху все заливают мягким пластичным полимером.

## Примеры шильдиков

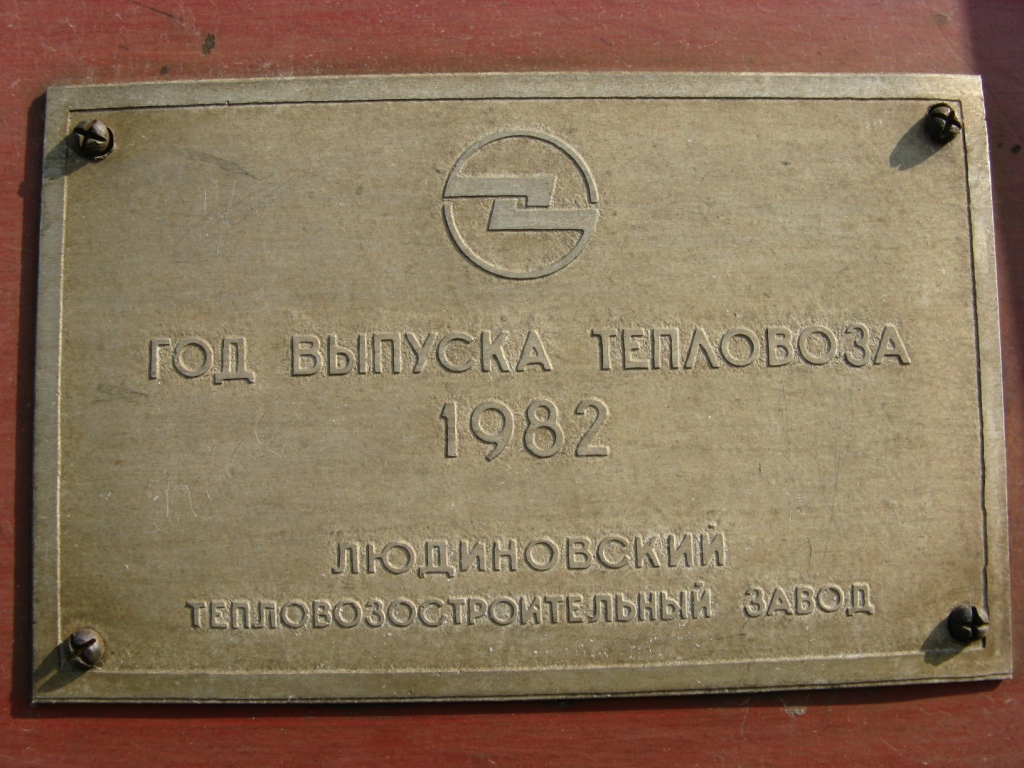
Заводской шильдик, установленный на тепловозе ТГМ4А

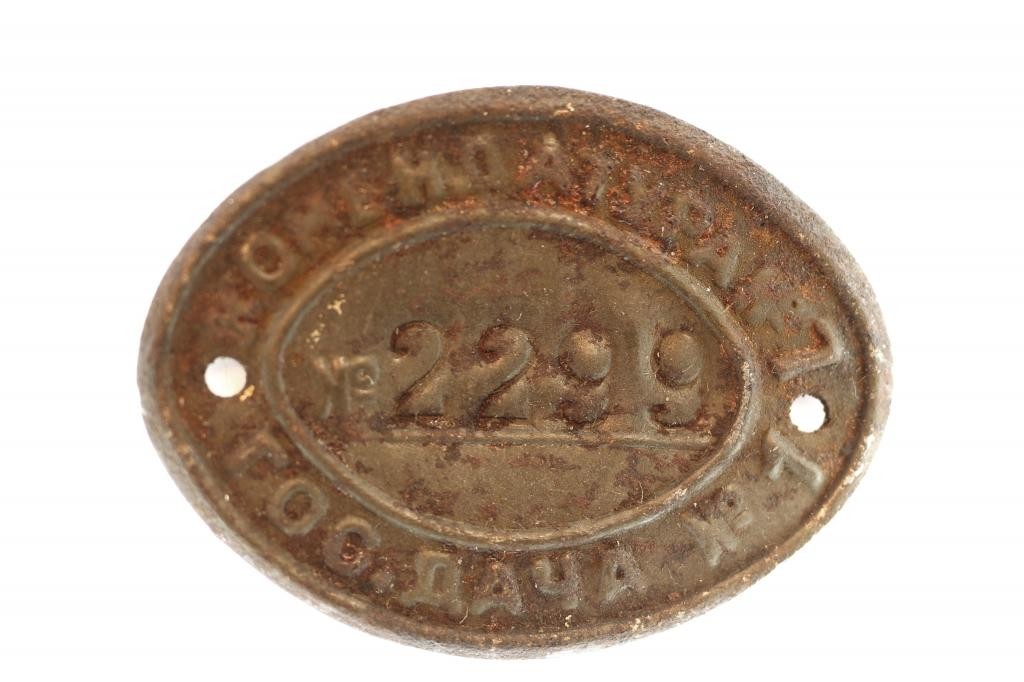

- инвентарный номер на офисной мебели
- табличка с паспортными данными станка
- табличка с наименованием модели на принтере
- дизайнерская эмблема на дамской сумке
- дверная табличка
- номер почтового ящика (объемный)
- фирменный логотип на автомобиле, мотоцикле
- предупреждающая табличка «не влезай — убьёт»
- бейджики обслуживающего персонала
- табличка с гравировкой на памятном подарке юбиляру